# Cryphina
Genre
Espèce
Cryphina est un genre éteint de trilobites rattaché à l'ordre des Phacopida et à la famille des Acastidae.
Il a vécu durant le Dévonien dans ce qui est désormais la France. Il a été décrit par Daniel Œhlert en 1889, et son espèce type est Cryphina andegavensis. Le spécimen décrit provient de Saint-Barthélemy-d'Anjou près d'Angers.